# Safa'ih min dhahab
Safa'ih min dhahab (àrab: صفايح ذهب, Ṣafāyiḥ ḏahab; francès: Les Sabots en or) és una pel·lícula dramàtica tunisiana del 1989 dirigida per Nouri Bouzid. Es va projectar a la secció Un Certain Regard al 42è Festival Internacional de Cinema de Canes.

## Argument
Youssef Soltane, un intel·lectual tunisià de 45 anys, és el producte d'una generació que va viure l'època de l'eufòria i les grans ideologies als anys seixanta, i el seu fracàs posterior. Va ser empresonat i torturat per les seves opinions polítiques. A més, la seva relació amb Zineb, un jove i bonic burgès, només li porta més problemes. Durant una llarga nit d'hivern, Youssef deambula a la recerca d'un refugi emocional, presa de totes les preguntes que inunden la seva memòria.

## Repartiment
- Hichem Rostom com a Youssef
- Hamadi Zarrouk
- Michket Krifa
- Chadia Azzouz
- Fatma Attia
- Sondos Belhassen
- Saida Ben Chedli
- Bechir Bouzaiane
- Walid Bouzayane
- Sabah Bouzouita
- Marianne Catzaras
- Khaled El Bibi
- Martine Gafsi
- Fethi Haddaoui
- Rym Kechiche
- Farah Khadar
- Rached Manai

## Premis
Kehena Attia va rebre una menció al millor muntatge a la X edició de la Mostra de València.